# Mouvement national révolutionnaire
Mouvement national révolutionnaire (pol. Rewolucyjny Ruch Narodowy) – skrajnie lewicowe ugrupowanie działające we Francji w czasie okupacji. Założone latem 1940 roku przez Jeana Rous (działacza Internacjonalistycznej Partii Robotniczej – Parti ouvrier internationaliste) skupiało byłych trockistów i członków Partii Socjalistycznej Robotników i Chłopów (Parti socialiste ouvrier et paysan). RRN występował przeciwko zarówno kapitalistycznym mocarstwom anglosaskim jak stalinowskiemu ZSRR, krytykował natomiast w imię proletariackiego pacyfizmu walkę z okupacją hitlerowską. Głosił hasło: „Ani probrytyjscy, ani proniemieccy – tylko profrancuscy!”. Organem Ruchu było pismo „Le Combat national révolutionnaire”. Grupa uległa rozproszeniu w 1941 roku.